# Lampadena chavesi
Lampadena chavesi is een straalvinnige vissensoort uit de familie van lantaarnvissen (Myctophidae). De wetenschappelijke naam van de soort is voor het eerst geldig gepubliceerd in 1905 door Robert Collett. Hij noemde ze naar Majoor Chaves, directeur van het museum in Ponta Delgada op de Azoren, die een specimen gevangen in de zee rond de Azoren voor onderzoek had gezonden naar Collett in Oslo.